# جری تریمبل
جری فاستر تریمبل جونیور (به انگلیسی: Jerry Foster Trimble Jr) یک رزمی کار، بازیگر، بدلکار، سخنران انگیزشی جوانان و قهرمان سابق کیک بوکسینگ اهل آمریکایی است. تریمبل نقش کارآگاه شوارتز را در فیلم مخمصه (۱۹۹۵) و جانی را در فیلم استاد (۱۹۸۹) را بازی کرد.

## حرفه
جری تریمبل یک قهرمان سابق کامل با کیک بوکسینگ است که با نام مستعار «پسر طلایی» جنگید.

## زندگی شخصی
جری تریمبل با بازیگر نقش امی دولنز (دختر میکی دولنز) ازدواج کرده‌است. این زوج در ونکوور ساکن هستند.

## فیلمشناسی
- معتاد کمی زیبا (۲۰۱۵) - دکتر لی
- مادر همه دروغ‌ها (۲۰۱۵) - کارل
- گره خورده (۲۰۱۴) - دیوید
- هنگامی که جرقه پرواز (۲۰۱۴) - لو
- Bailout: Age of Greed (2013) - اندی
- او این کار را انجام داد (۲۰۱۳) - جکسون پندر
- بسته (۲۰۱۲) - کارل
- دوک (۲۰۱۲) - جورج
- زنبور سبز (۲۰۱۱) - باند چودنوفسکی
- شکار برای قاتل I-5 (2011) - چارلی
- ۹۰۲۰1 (2009)
- چارلی ولنتاین (۲۰۰۹) - میکی
- Green Street Hooligans 2 (2009)
- ساعت یازدهم (۲۰۰۹)
- قصاب (۲۰۰۷) - ادی هلستروم
- The Last Sentinel (2007) - آخرین پلیس انسان
- مأموریت: غیرممکن ۳ (۲۰۰۶)
- تو امروز می‌میری (۲۰۰۵) - باند شماره ۱ گرت
- جنگ دنیاها (۲۰۰۵)
- به نام عدالت (۲۰۰۳) - جان کمپبل / نماینده شماره 1 DEA
- تمام آنچه شما نیاز دارید (۲۰۰۱) - Hank Sabistan
- فرشتگان چارلی (2000) - Knox Thug
- Shogun Cop (1999) - Shad
- مرد در ماسک آهنین (۱۹۹۸) - سرب سرب
- قدرت اجرایی (۱۹۹۷) - سایه
- Starquest II (۱۹۹۷) - Trit
- مخمصه (۱۹۹۵) - کارآگاه دنی شوارتز
- One Man Army (۱۹۹۴) - جری پولت
- استرانگلد (۱۹۹۴) - رایان کوپر
- تماس کامل (۱۹۹۳) - لوک پاورز
- زنده توسط مشت (۱۹۹۳) - جان مریل
- عاشق لولو (۱۹۹۳) - افسر پلیس
- Terminator Woman (1993) -سگت. جی هندلین
- ژان طولانی زای شما (۱۹۹۲)
- The King of Kickboxers (1991) - فروش مواد مخدر
- Breathing Fire (1991) - مایکل مور
- استاد (۱۹۸۹) - جانی

### برنامه‌های تلویزیونی
- Chesapeake Shores (۲۰۱۷) - مارک هال
- سوپرنچرال (۲۰۱۷) -
- آی‌زامبی (مجموعه تلویزیونی- ۲۰۱۶) - راجر ترانک
- فلش (مجموعه تلویزیونی- ۲۰۱۴) - مارکوس استوکهایمر
- امضا، مهر و موم شده، تحویل (۲۰۱۴) - هوک کری
- Supah Ninjas (2011) - مربی بابکاک
- مستعمره (۲۰۰۹-۲۰۱۰) - Marauder
- آبی تیره (۲۰۰۹–۲۰۱۰) - مبارز Bare Knuckle
- مرد اسکلت (۲۰۰۴) - Staff Sgt. لارنس
- اسرار حل نشده (۱۹۸۷–۲۰۱۰) -آلان گلدر، قسمت شماره ۱۱.3 (۱۹۹۹)